# キャトリン・モラン
キャトリン・モラン（英語: Caitlin Moran、フルネーム：Catherine Elizabeth "Caitlin" Moran、1975年4月5日 - ）は、イングランドのジャーナリスト、作家、テレビ司会者である。
『タイムズ』のコラムニストで、「サタデー・マガジン」と、金曜の諷刺コラム「セレブリティ・ウォッチ」という週2回のコラムを執筆している。 
2010年にブリティッシュ・プレス賞のコラムニスト賞を受賞し、2011年には同賞の批評家賞とインタビュアー賞も受賞した。2012年にはロンドン・プレス・クラブのコラムニスト賞を、2013年にはコメント賞で文化コメンテイター賞も受賞した。 
フェミニストであり、2011年に刊行したフェミニズムに関する自伝的要素をまじえたエッセイ集『女になる方法』(How to Be a Woman )はベストセラーとなった。

## 生い立ち
モランは1975年4月5日にブライトンでキャサリン・エリザベス・モランとして生まれた。8人きょうだいの長女で、4人の妹と3人の弟がいる。父はアイルランド人で、『ガーディアン』によると元「ドラマーで、サイケデリック・ロックのパイオニア」だが、「変形性膝関節症でソファから動けなくなってしまった」。モランはウルヴァーハンプトンの寝室が3つの公営住宅で両親ときょうだいと一緒に育ったが、この経験は本人によると『ハンガー・ゲーム』に近いものだったという。
モランはスプリングデイル・ジュニア・スクールに通ったが、中等学校には3週間しか行かず、その後は11歳から家で教育を受けるようになった。モランときょうだいは両親からはほとんどまともな教育を受けなかった。一家が「ウルヴァーハンプトン唯一のヒッピー」だったため、地元の議会はこれを許していた。子どもたちは家に泥を投げるなど、単純なゲームでよく時間をつぶしていた。モランは子ども時代は幸せだったと述べているが、18歳で自立できるようになるとすぐ家を出たと明かしている。

## ジャーナリズムと文筆活動

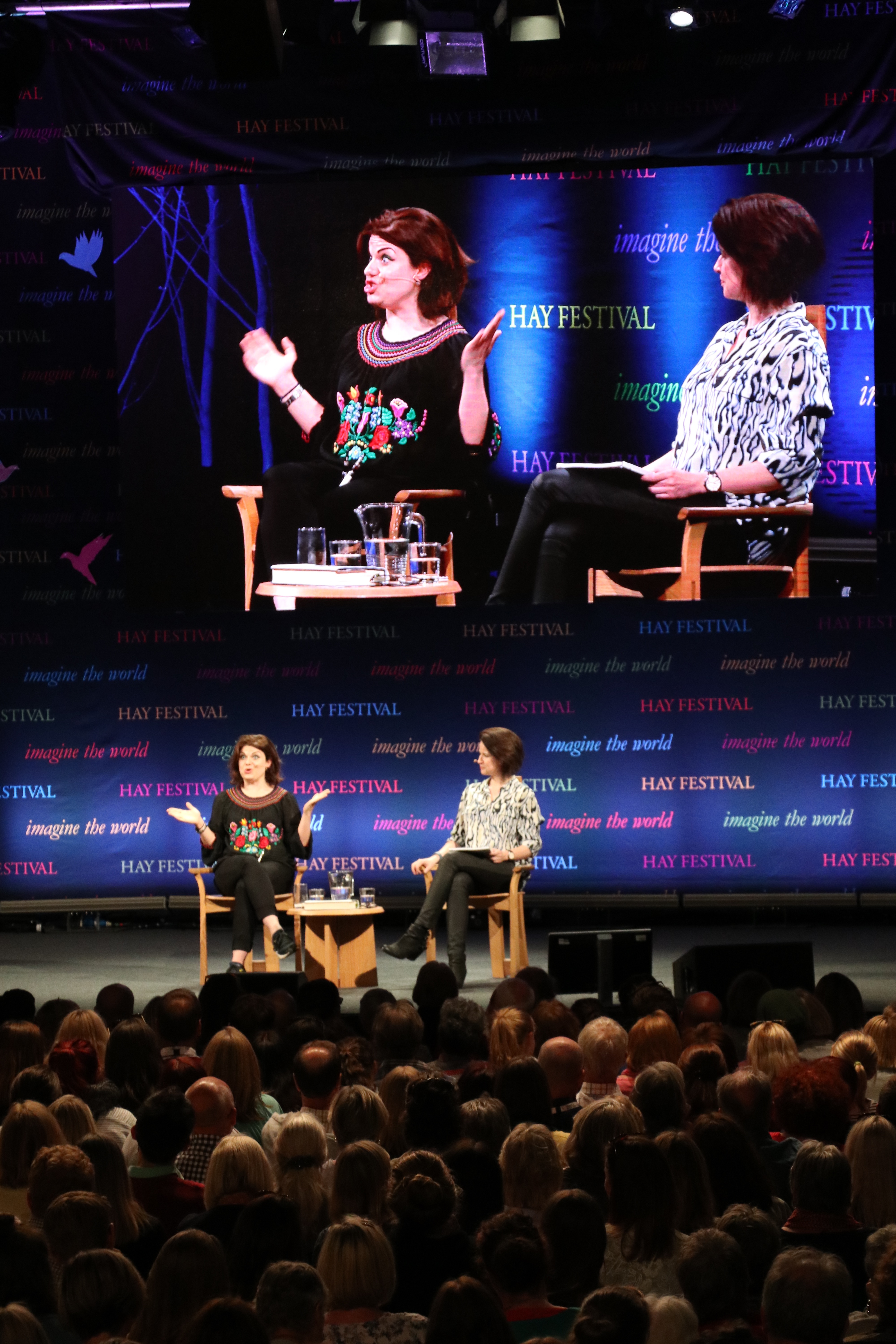
2016年、ヘイ・フェスティバルでのキャトリン・モラン。

モランは十代の頃から作家になると決めていた。1988年10月、13歳の時に、ディロンズ書店が「なぜ私は本が好きか」をテーマに主催した若者読者エッセイ・コンテストで優勝し、図書券250ポンドを賞金として受け取った。15歳で『オブザーバー』の若者レポーター賞を受賞する。16歳で週刊音楽雑誌である『メロディ・メイカー』でジャーナリストとしてのキャリアを始めた。モランは15歳で、ホームスクーリングをしていた家族の一員としての経験にもとづき、『ナルモ年代記』(The Chronicles of Narmo)という小説も書いており、16歳の時に刊行されている。
1992年にチャンネル4で音楽番組『ネイキッド・シティ』(Naked City)の司会をつとめ、テレビでのキャリアを始めた。第二シリーズまで放送され、ブラー、マニック・ストリート・プリーチャーズ、ブー・ラドリーズなど当時新進だった多数のバンドが出演した。ジョニー・ヴォーンが『ネイキッド・シティ』の共同司会者だった。
移民二世としてイングランドのアイルランド系カトリックの家庭で育ったモランの生い立ちは、英国のテレビコメディドラマシリーズ『オオカミに育てられて』(Raised By Wolves)のヒントになった。この番組は2013年12月にチャンネル4でパイロットが放送され、2015年からさらに2シーズン放送された。
2012年7月にモランはアベリストウィス大学のフェローになった。2014年4月には、BBCの『女性の時間』(Woman's Hour)の2014年パワーリストで、イギリスで最も影響力ある女性の1人に選ばれた。
モランの半自伝的小説『女の子をつくる方法』(How To Build a Girl, 2014)は1990年代はじめのウルヴァーハンプトンが舞台である。計画中の三部作の第一作で、『有名になる方法』(How To Be Famous)が続き、『世界を変える方法』(How To Change The World)で完結する予定である。『女の子をつくる方法』は映画化が予定されている。

## フェミニズム
2011年にイーバリー・プレスからモランのフェミニズムに関する著書『女になる方法』(How to Be a Woman )がイギリスで発売された。2012年7月までに16ヶ国で40万部以上を売り上げた。 
モランは女性平等党(Women's Equality Party)の支持者である。
2017年3月、モランはペンギン・グループのために書いた原稿で、若い女性は男性が書いた本を全く、あるいは「少なくとも」「大人になって完全に成長し、戦えるようになるまで」読まない方がよいと示唆した。モランは「偉大な白人男性、つまりフォークナー、チャンドラー、ヘミングウェイ、ロス」のような極めて力強く、子どもに大きな影響力を及ぼすと考えられる男性作家による本を例に挙げている。モランは、子どもの頃にこうした男性による本を全く読まなかったことにより、「おそらく」より幸せで、自信を持って真実を書き、「他の多くの女性」に比べて見かけや体重、騒々しくふつうと違う性格などについて自分を卑下することが少なくなったかもしれないと述べている。

## ツイッター

モランのスウェーデンの版元、Albert Bonniers Förlagによる広告写真、2013年。

2013年8月、モランはTwitter社が公人や著名人のツイッターアカウントに対してしばしば匿名でポストされる差別的投稿に適切に対処していないことに抗議するため、24時間のTwitterボイコットを行った。
2014年にモランのツイッターアカウントが英語のAレベルテスト用テクストに追加され、議論を呼んだ。2014年6月のロイタージャーナリズム研究所の報告では、モランはTwitter上で最も影響力のあるイギリスのジャーナリストとなった。

## 私生活
1999年12月に、モランは『タイムズ』のロック批評家でコヴェントリー出身のピーター・パフィデスと結婚し、2001年と2003年に2人の娘が生まれた。

## 受賞歴
- 2010年 British Press Awards, Columnist of the Year
- 2011年 Galaxy National Book Awards, Book of the Year, How to Be A Woman
- 2011年 Galaxy National Book Awards, Popular Non-Fiction Book of the Year, How to Be A Woman
- 2011年 British Press Awards, Interviewer of the Year
- 2011年 British Press Awards, Critic of the Year
- 2011年 Irish Book Award, Listeners Choice category, How to Be A Woman
- 2011年 Cosmopolitan, Ultimate Writer of the Year[27]
- 2012年 London Press Club, Columnist of the Year
- 2012年 Glamour Awards, Writer of the Year
- 2013年 Comment Awards, Culture Commentator of the Year
- 2015年 Glamour Awards, Columnist of the Year

## 著作
- Moran, Caitlin (1992). The Chronicles of Narmo. Corgi. ISBN 0-552-52724-6
- Moran, Caitlin (2011). How to Be a Woman. Ebury Press. ISBN 978-0-09-194073-7(キャトリン・モラン 著、北村紗衣 訳『女になる方法ーロックンロールな13歳のフェミニスト成長記ー』青土社、2018年。ISBN 9784791770830。)
- Moran, Caitlin (2012). Moranthology. Ebury Press. ISBN 978-0-09-194088-1
- Moran, Caitlin (2014). How to Build a Girl. Ebury Press. ISBN 978-0-09-194900-6
- Moran, Caitlin (2016). Moranifesto. Ebury Press. ISBN 978-0091949044
- Moran, Caitlin (2018). How to be Famous. Ebury Press. ISBN 978-0091948986